# ドカス・インジクル

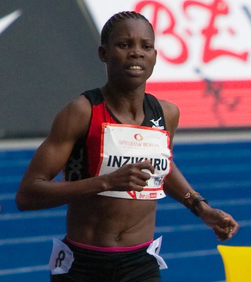
ドカス・インジクル

ドカス・インジクル （Dorcus Inzikuru、1982年2月2日 - ）は、ウガンダの女性長距離陸上競技選手である。
種目は3,000m障害の選手。2005年の世界陸上選手権の3,000m障害で金メダルを獲得し、ウガンダの選手としては、1972年のミュンヘンオリンピックの男子400mハードルのジョン・アキブア以来の世界大会での金メダルを獲得した。
しばしば、彼女の名前は「Docus」と表記されるが、これはパスポートの表記の誤りである。この影響で、国際大会ではこの間違いが引き継がれている。

## 自己ベスト
- 3,000m障害　9分15秒04　(2005年)
- 5,000m　15分05秒30　(2004年)

## 実績
| 年度 | 大会                   | 種目       | 場所                         | 結果 |
| ---- | ---------------------- | ---------- | ---------------------------- | ---- |
| 2003 | オールアフリカゲームズ | 5,000m     | アブジャ（ナイジェリア）     | 銀   |
| 2005 | 世界陸上選手権         | 3,000m障害 | ヘルシンキ（フィンランド）   | 金   |
| 2006 | コモンウェルスゲームズ | 3,000m障害 | メルボルン（オーストラリア） | 金   |